# Mylestom
Mylestom är en ort i Australien. Den ligger i kommunen Bellingen och delstaten New South Wales, i den sydöstra delen av landet, omkring 410 kilometer nordost om delstatshuvudstaden Sydney.
Närmaste större samhälle är Coffs Harbour, omkring 20 kilometer norr om Mylestom. Genomsnittlig årsnederbörd är 1 765 millimeter. Den regnigaste månaden är februari, med i genomsnitt 289 mm nederbörd, och den torraste är oktober, med 29 mm nederbörd.